# الکساندر تسیبنکو
الکساندر تسیبنکو (اوکراینی: Цыбенко Александр Владимирович؛ زادهٔ ۲۹ ژانویهٔ ۱۹۸۰) بازیکن فوتبال اهل اوکراین است.